# Centro Correccional de Attica
El Centro Correccional de Attica, también conocido como Prisión Estatal de Attica (en inglés: Attica Correctional Facility / Attica State Prision), es una prisión de máxima seguridad ubicada en la ciudad de Attica, estado de Nueva York, Estados Unidos. Está operada por el Departamento de Correcciones y Supervisión Comunitaria del Estado de Nueva York . Fue construida en la década de 1930 teniendo entre sus rejas a los internos más peligrosos de la época. Se ha utilizado un sistema de gas CS (clorobencilidina malononitrilo) en zonas como el comedor y áreas industriales para sofocar los conflictos violentos entre internos. La prisión alberga presos que cumplen varios tipos de sentencias, desde cortas hasta a cadena perpetua, además de llegar los presos que causan más problemas en otras prisiones, ya por falta de disciplina o por peleas con los otros prisioneros. 
En toda la historia del centro, a pesar de los muchos intentos de fugas, solo un preso logró escaparse: Joseph 'Mad Dog' Sullivan, un sicario de la mafia local, aunque posteriormente dieron con él y volvió a la cárcel.

## Disturbios
Entre todos los disturbios que ha habido, destaca la rebelión de prisioneros de 1971, que se saldó con un total de 43 muertos, de las cuales 33 fueron convictos y diez fueron funcionarios correccionales y empleados civiles.

## Presos notables
- David Berkowitz, más conocido como «El hijo de Sam», fue un asesino en serie que confesó haber matado a seis personas y haber herido a otras en la ciudad de Nueva York a finales de los años setenta.[3]
- H. Rap Brown, líder del Partido Pantera Negra, cumplió una condena en Attica desde 1971 hasta 1976.[4]
- Mark David Chapman, quien se declaró culpable de asesinar a John Lennon en 1980. Chapman fue sentenciado a cumplir reclusión perpetua y se le ha negado la libertad condicional once veces tras fuertes campañas contra su liberación.[5]
- Colin Ferguson, asesinó a seis personas en el Ferrocarril de Long Island en 1993. Ferguson fue condenado a múltiples cadenas perpetuas.[6]
- Kendall Francois, quien asesinó a ocho mujeres, algunas de las cuales eran prostitutas, y almacenaron sus cuerpos en su casa en Poughkeepsie, siendo el caso más grave de la historia de la región. Murió en el centro.[7]
- Sayyid Nosair, uno de los terroristas que perpetró el Atentado del World Trade Center de 1993. Una vez en la prisión de Attica, fue sorprendido planeando su fuga.[8]
- Willie Sutton, quien robó más de 100 bancos desde finales de la década de 1920 hasta 1952.[9]